# Angostura nodosa
Angostura nodosa là một loài thực vật có hoa trong họ Cửu lý hương. Loài này được (Engl.) Albuq. mô tả khoa học đầu tiên năm 1981.